# 서진
서진(西晉) 또는 사마진(司馬晉)은 266년부터 316년까지 존속했던 중국의 왕조이며, 혼란했던 난세인 삼국시대를 끝낸 국가이다. 권신 사마의의 손자 사마염이 조씨의 위나라로부터 왕위를 찬탈하여 건국하였다.
건국 초기에, 무제 사마염은 안정적인 정치를 펼쳐 새로운 나라의 기반을 다져나갔으나 말년에는 사치와 미색에 빠져 국정을 제대로 다스리지 못하였다. 그의 후계자였던 혜제는 매우 어리석어 주변 인물들의 말에 휘둘렸고 이때에 이르러 군사력을 장악하고 있던 왕들이 팔왕의 난을 일으켜 국운이 완전히 기울었다. 무려 16년 동안 팔왕의 난이 중국을 휩쓸고 있던 중에, 이민족 용병으로 고용되어 중국 내륙에 이미 정착해 있던 많은 유목민족들이 자립하며 중국을 침략하기 시작하였다. 이것이 영가의 난을 초래하게 되었고, 서진은 흉노의 유연이 세운 한나라에 건국 52년 만에 멸망했다. 서진을 멸망시킨 한나라군은 황실의 사마씨 일족 대부분을 죽였고, 거기서 살아남은 사마씨 일족들 가운데 한 사람인 낭야왕 사마예는 당시 건업에 있었는데, 중원의 호족들과 강남의 토착 호족들의 추대에 힘입어 317년 동진을 세우며 진나라의 명맥을 이어 나갔다.

## 역대 황제
| 대수          | 묘호                              | 시호                | 성명           | 연호 | 재위기간      | 능호           |
| ------------- | --------------------------------- | ------------------- | -------------- | --- | ------------- | -------------- |
| -             | 진 고조 (晉高祖) (서진 무제 추숭) | 선황제 (宣皇帝)     | 사마의(司馬懿) | - | -             | 고원릉(高原陵) |
| -             | 진 세종 (晉世宗) (서진 무제 추숭) | 경황제 (景皇帝)     | 사마사(司馬師) | - | -             | 준평릉(峻平陵) |
| -             | 진 태조 (晉太祖) (서진 무제 추숭) | 문황제 (文皇帝)     | 사마소(司馬昭) | - | -             | 숭양릉(崇陽陵) |
| 제1대         | 진 세조 (晉世祖)                  | 무황제 (武皇帝)     | 사마염(司馬炎) | 태시(泰始) 265년 ~ 274년 함녕(咸寧) 275년 ~ 280년 태강(太康) 280년 ~ 290년 태희(太熙) 290년                                   | 265년 ~ 290년 | 준양릉(峻陽陵) |
| 제2대         | -                                 | 효혜황제 (孝惠皇帝) | 사마충(司馬衷) | 영희(永熙) 290년 영평(永平) 291년 원강(元康) 291년 ~ 299년 영강(永康) 300년 ~ 301년                                           | 290년 ~ 301년 | 태양릉(太陽陵) |
| 비정통        | -                                 | -                   | 사마륜(司馬倫) | - | 301년         | -              |
| 제 2대 (복위) | -                                 | 효혜황제 (孝惠皇帝) | 사마충(司馬衷) | 영녕(永寧) 301년 ~ 302년 태안(太安) 303년 ~ 304년 영안(永安) 304년 건무(建武) 304년 영흥(永興) 304년 ~ 306년 광희(光熙) 306년 | 301년 ~ 306년 | 태양릉(太陽陵) |
| 제3대         | -                                 | 효회황제 (孝懷皇帝) | 사마치(司馬熾) | 영가(永嘉) 307년 ~ 312년 | 306년 ~ 312년 | -              |
| 제4대         | -                                 | 효민황제 (孝愍皇帝) | 사마업(司馬鄴) | 건흥(建興) 313년 ~ 317년 | 312년 ~ 316년 | -              |

## 같이 보기
- 진 (위진)